# نثنائيل غرين
نثنائيل غرين (بالإنجليزية: Nathanael Greene) (7 أغسطس 1742 - 19 يونيو 1786 ) كان اللواء في الجيش القاري في حرب الاستقلال الأمريكية عندما بدأت الحرب كان غرين فرد من ميليشيا خاصة، وكجزئ مقاومة شعبية للوصول إلى الاستقلال وهي أدنى رتبة يمكن في الرتب العسكرية ؛ خرج من تلك الحرب باعتباره أكثر ضباط جورج واشنطن موهبة والذي يمكن الاعتماد عليها في العديد من الاماكن في الولايات المتحدة . عانى غرين صعوبات مالية في سنوات ما بعد الحرب، وتوفي فجأة من ضربة شمس في 1786.
وُلد غرين لعائلة ثرية تنتمي لجمعية الأصدقاء الدينية في وارويك في رود آيلاند، كان ناشطًا في مقاومة سياسات الإيرادات البريطانية في أوائل السبعينيات من القرن السابع عشر وساعد في تأسيس حرس كنتيش، وهي ميليشيا تابعة للدولة. أنشأت الهيئة التشريعية في رود آيلاند جيشًا وعينت غرين قائدًا له بعد معارك ليكسينغتون وكونكورد في أبريل/نيسان عام 1775. أصبح غرين بعد ذلك جنرالًا في الجيش القاري المُنشأ حديثًا. خدم غرين تحت إمرة واشنطن في حملة بوسطن وحملة نيويورك ونيو جيرسي وحملة فيلادلفيا قبل تعيينه قائدًا عامًا للجيش القاري في عام 1778.
عين الجنرال واشنطن غرين قائدًا للجيش القاري في الحرب الجنوبية في أكتوبر/تشرين الأول عام 1780. انخرط بعد توليه القيادة في حملة ناجحة من حرب العصابات ضد القوة المتفوقة عدديًا للجنرال تشارلز كورن واليس. ألحق خسائر فادحة بالقوات البريطانية في معركة محكمة جيلفورد ومعركة هوبكيرك ومعركة ينابيع يوتاو مما أدى إلى ضعف السيطرة البريطانية على جنوب الولايات المتحدة. انتهى القتال الرئيسي على الأرض بعد استسلام كورن واليس في معركة يوركتاون في أكتوبر/تشرين الأول عام 1781، استمر غرين في الخدمة في الجيش القاري حتى أواخر عام 1783. سعى بعد الحرب ليصبح مزارعًا ناجحًا في الجنوب، لكنه توفي في عام 1786 في مزرعته ميلبيري في مقاطعة تشاثام في جورجيا. تسمى العديد من الأماكن في الولايات المتحدة الأمريكية الآن باسم غرين.

## بداية حياته ودراسته
وُلد غرين في 7 أغسطس 1742 في مزرعة فورج في بوتوموت في بلدة وارويك في رود آيلاند، والتي كانت آنذاك جزءًا من أمريكا الشمالية البريطانية. كان الابن الثاني لماري موت ونثنائيل غرين الأب وهو تاجر ومزارع ثري من جمعية الأصدقاء الدينية. انحدر غرين من جون غرين وصمويل غورتون وكلاهما كانا مؤسسين للمستوطنات في وارويك. امتلك غرين اثنين من الأخوة الأكبر سنًا من زواج والده الأول، وهو أحد ستة أطفال لنثنائيل ومريم. لم يشجعه والده على تعلم الكتب بسبب المعتقدات الدينية، وكذلك الرقص وغيرها من الأنشطة. ومع ذلك أقنع غرين والده بحاجته لمدرس وتعلم الرياضيات والأدب الكلاسيكي والقانون ومختلف كتب عصر التنوير. اكتسب غرين عرجًا طفيفًا أثناء طفولته وبقي معه طوال حياته.
انتقل غرين إلى كوفنتري في رود آيلاند في عام 1770 لتولي مسؤولية ورشة حديد الأسرة، وبنى منزلًا في كوفنتري سماه سبيل هول. ورث غرين وإخوته أعمال العائلة بعد وفاة والدهم في وقت لاحق من نفس العام. بدأ غرين تجميع مكتبة كبيرة تضمنت كتبًا عسكرية لمؤلفين مثل يوليوس قيصر وفريدريش العظيم وموريس دي ساكس.

## العائلة
تزوج غرين من كاثرين ليتلفيلد البالغة من العمر تسعة عشر عامًا في يوليو/تموز عام 1774، وهي ابنة أخت ابن عمه وليام جرين الزعيم السياسي المؤثر في رود آيلاند. وتزوج أحد إخوة جرين الأصغر سنًا في نفس العام من ابنة صمويل وارد السياسي البارز في رود آيلاند الذي أصبح حليفًا سياسيًا هامًا له حتى وفاته في 1776. وُلد أول طفل لغرين وكاثرين في عام 1776، وأنجبا ستة أطفال آخرين بين عامي 1777 و1786.

## الحرب الثورية الأمريكية

### مقدمة الحرب
بدأ البرلمان البريطاني بعد الحرب الفرنسية والهندية (1754-1763) في فرض سياسات جديدة تهدف إلى زيادة الإيرادات من أمريكا الشمالية البريطانية للحرب التي لعب المستعمرون دورًا محوريًا في التحريض لها. رفع غرين دعوى قضائية ضد المسؤول البريطاني ويليام دودنجتون بعد أن استولى على سفينة امتلكها غرين وإخوانه وربح القضية بسبب الأضرار. احرقت السفينة بواسطة حشد من رود آيلاند بينما كانت الدعوى معلقة، وأصبحت تعرف باسم قضية غاسبي. أصبح غرين معزولًا بشكل متزايد عن الحكومة البريطانية في أعقاب قضية غاسبي. ابتعد غرين في الوقت نفسه عن إيمان والده بجمعية الأصدقاء الدينية، وأُوقف عن حضور اجتماعات الجمعية في يوليو/تموز عام 1773. ساعد غرين في تنظيم ميليشيا محلية عرفت باسم حرس كنتيش في عام 1774 بعد إقرار تدابير جمع الإيرادات التي وصفوها بأنها «قوانين لا تطاق»، لم يُقبل انضمام غرين كضابط في الميليشيا بسبب عرجه.

### قيادته تحت إمرة واشنطن

#### حملة بوسطن
اندلعت الحرب الثورية الأمريكية مع بدأ معارك ليكسينغتون وكونكورد في أبريل/نيسان عام 1775. أنشأ المجلس التشريعي لرود آيلاند في أوائل شهر مايو/أيار جيش مراقبة رود آيلاند وعين غرين لقيادته. تقدم جيش غرين إلى بوسطن، حيث فرضت القوات الاستعمارية الأخرى طوقًا حول القوات البريطانية. غاب عن معركة بانكر هيل في يونيو/حزيران عام 1775 لأنه كان في زيارة لرود آيلاند في ذلك الوقت، لكنه عاد فورًا بعد المعركة وأعجب بأداء القوات الاستعمارية. أنشأ الكونغرس القاري الثاني في نفس الشهر الجيش القاري وعين جورج واشنطن قائدًا على جميع القوات الاستعمارية. عين الكونغرس ستة عشر جنرالات بالإضافة إلى واشنطن، وعين غرين كجنرال في الجيش القاري. تولى واشنطن قيادة حصار بوسطن في يوليو/تموز عام 1775، وجلب معه جنرالات مثل تشارلز لي وهوراشيو غيتس وتوماس ميفلين. قسّم واشنطن الجيش القاري على ثلاثة أقسام، تكون كل منها من أفواج من مستعمرات مختلفة، وأعطى غرين قيادة لواء تكون من سبعة أفواج. استمر حصار بوسطن حتى مارس/آذار عام 1776، خدم غرين لفترة وجيزة كقائد للقوات العسكرية في بوسطن عند إجلاء القوات البريطانية من المدينة بعد نهاية الحصار. لكنه انضم إلى جيش واشنطن في أبريل/نيسان عام 1776.

#### حملة نيويورك ونيوجيرسي
أسس واشنطن مقره الرئيسي في مانهاتن، وكلّف غرين بالتحضير لغزو جزيرة لونغ آيلند القريبة. وبينما ركز واشنطن على بناء التحصينات في بروكلين، أسس غرين صداقة مع الجنرال هنري نوكس وأجرى مراسلات مع جون آدمز. كما حصل على ترقية إلى جانب العديد من الأفراد الآخرين إلى رتبة جنرال من خلال قانون أصدره الكونغرس. لم يشارك في معركة لونغ آيلند بسبب حمى شديدة، وانتهت المعركة بتراجع أمريكي من لونغ آيلند. حث غرين واشنطن بعد المعركة على تدمير مانهاتن حتى لا تقع في أيدي البريطانيين، لكن الكونجرس منع واشنطن من القيام بذلك. وبما أنه كان غير قادرٍ على هدم مانهاتن أراد واشنطن في البداية تحصين المدينة، لكن أقنعه غرين مع العديد من الضباط بأن المدينة لا يمكن الدفاع عنها. رأى غرين قتالًا للمرة الأولى في معركة هارلم هايتس أثناء الانسحاب من مانهاتن، وانتهت بهزيمة بريطانية بسيطة مثلّت واحدة من أولى الانتصارات الأمريكية في الحرب.
وضع واشنطن غرين قائدا على فورت لي على جانب نيوجيرسي من نهر هدسون وفورت واشنطن بعد معركة هارلم هايتس. أنشأ غرين أثناء وجوده في فورت لي مستودعات للإمداد في نيو جيرسي على طول خط الانسحاب المحتمل. والتي أثبتت لاحقًا أنها موارد قيمة للجيش القاري. اقترح واشنطن على غرين أن يزيل الحامية من فورت واشنطن بسبب تعرضها لهجوم بريطاني، لكنه وافق في النهاية على قرار غرين بمواصلة نشر الجنود هناك. استولى البريطانيون على فورت واشنطن وحامية مكونة من 3000 رجل في معركة فورت واشنطن اللاحقة التي جرت في نوفمبر/تشرين الثاني 1776. تعرض غرين لانتقادات شديدة في أعقاب المعركة، لكن واشنطن رفض إعفاء غرين من القيادة. استولت القوات البريطانية بقيادة الجنرال كورن واليس على فورت لي بعد وقت قصير من معركة فورت واشنطن، وبدأ الجيش القاري في التراجع عبر نيو جيرسي إلى بنسلفانيا. قاد غرين جزءًا من جيش واشنطن في معركة ترينتون في ديسمبر/كانون الأول عام 1776 ومعركة برينستون في يناير/كانون الثاني عام 1777، وانتصر الجيش القاري في المعركتين.

## روابط خارجية
- نثنائيل غرين على موقع الموسوعة البريطانية (الإنجليزية)
- نثنائيل غرين على موقع إن إن دي بي (الإنجليزية)